# Ruth Stout
Pour les articles homonymes, voir Stout (homonymie).
Ruth Imogen Stout, née le 14 juin 1884  dans le Kansas et morte le 22 août 1980 à Redding est une auteure américaine, connue pour ses livres et techniques de jardinage sans travail.

## Biographie
Ruth Stout est née dans une famille Quaker. Son frère cadet Rex Stout, est un célèbre écrivain de romans policiers.
Ruth Stout  déménage à New York à l'âge de 18 ans et est employée comme infirmière pour bébés, comptable, secrétaire, chef d'entreprise et ouvrière d'usine. Elle possède un magasin de thé à Greenwich Village. En 1923, elle a accompagné d'autres Quakers en Russie pour aider à soulager la famine. En 1929, elle épouse Alfred Rossiter, fils d'une homme d'affaires d'origine allemande. En mars 1930, le couple déménage dans une ferme de 22 hectares dans la périphérie de Redding (Connecticut) où Ruth commence son premier jardin.
Ruth utilise son nom de jeune fille comme nom de plume et Rossiter comme nom officiel.

## La méthode Stout
Pendant de nombreuses années, Ruth utilise des techniques conventionnelles dans son jardin avec des résultats mitigés et elle dépendait d'aides pour labourer. De plus le travail manuel nécessaire à un jardin traditionnel est trop important. Au printemps 1944, elle a planté les graines sans labour, ni engrais en les couvrant de paillis. Elle a obtenu d'excellents résultats.
Stout affirme que pour réussir, son système nécessite un paillis épais d'au moins 20 cm. Pour démarrer un nouveau jardin dans un sol pauvre, il est avantageux de labourer  la première année, puis de procéder au paillis, qui doit être laissé dans le jardin toute l'année. Le matériau de paillage est une combinaison de tout ce que l'on peut trouver à portée de main, similaire à ceux déposés dans un tas de compost. Au fil des années, elle perfectionne ses techniques, adoptant finalement un paillis toute l'année qui élimine pratiquement le travail associé au jardinage traditionnel.
Elle présente son approche, de la permaculture avant que le mot existe, dans de nombreux articles dans le magazine Organic Gardening and Farming et  rédige plusieurs livres.

## Publications principales
- (en) Ruth Stout et Steven Siler, How to have a Green Thumb without an Aching Back: A New Method of Mulch Gardening, New York, Exposition Press, 1955 (ISBN 0-88365-144-0)
- (en) Ruth Stout, If You Would Be Happy, Garden City, NJ, Doubleday & Co., Inc., 1962. Réimpression Norton Creek Press, 2016,  (ISBN 978-1-938099-00-7)
- (en) Ruth Stout, Gardening Without Work: For the Aging, the Busy & the Indolent, New York, The Devin-Adair Company, 1963. Réimpression par Norton Creek Press, 2011,  (ISBN 978-0-9819284-6-3)
  - Traduction en français : Corinne Smith (préf. Didier Helmstetter), Jardiner sans se fatiguer, Paris, Tana, 2023 (ISBN 979-1030104837).
- (en) Ruth Stout (dir.), Richard Clemence et Steven Siler, The Ruth Stout No-Work Garden Book: Secrets of the year-round mulch method, Emmaus, PA, Rodale Press, 1973